# Tmesisternus helleri
Tmesisternus helleri es una especie de escarabajo del género Tmesisternus, familia Cerambycidae. Fue descrita científicamente por Kriesche en 1926.
Habita en Papúa Nueva Guinea. Esta especie mide 25 mm.